# Caleulema (Ort)
Caleulema (Caileulema, Kaileulema) ist ein osttimoresischer Ort im Suco Metagou (Verwaltungsamt Bazartete, Gemeinde Liquiçá).

## Geographie und Einrichtungen
Das Dorf Caleulema liegt auf einem Bergrücken im Westen der Aldeia Caleulema. Die Hauptstraße folgt dem obersten Punkt des Bergrückens. An ihr reihen sich die Häuser auf. Hier stehen der Sitz des Sucos, die Escola Primaria Metagou, ein Hospital und ein Friedhof sowie die Kapelle São Simão e São Judas Metagou. Nördlich des Dorfes liegt der Ort Metaluli, südlich der Ort Assorlema. Nach Osten führt eine Straße in Richtung des Ortes Bazartete.